# Temal
Temal è una frazione del comune di Vau i Dejës in Albania (prefettura di Scutari).
Fino alla riforma amministrativa del 2015 era comune autonomo, dopo la riforma è stato accorpato, insieme agli ex-comuni di Bushat, Hajmel, Shllak e Vig Mnelë a costituire la municipalità di Vau i Dejës.

## Località
Il comune è formato dall'insieme delle seguenti località:
- Koman
- Qerret
- Arre
- Vile
- Telum
- Kllogjen
- Malagji-Kajvall
- Toplane
- Serme
- Gusht